# Musée des transports de Pithiviers
Pour les articles homonymes, voir Musée des transports.
Le Musée des Transports de Pithiviers est un musée français consacré aux chemins de fer à voie de 60 cm installé dans la ville de Pithiviers, le département du Loiret et la région Centre-Val de Loire. Il est basé sur une partie des infrastructures et du matériel roulant de l'ancien tramway départemental de Pithiviers à Toury (TPT).

## Présentation
À la fermeture définitive du TPT en 1964, diverses démarches furent entreprises par la Fédération des Amis des Chemins de fer Secondaires (FACS) et le Musée des Transports Urbains, Interurbains et Ruraux (AMTUIR) en vue de préserver un tronçon de ligne, des installations et du matériel roulant. Grâce à un accueil favorable du Conseil général du Loiret, l'exploitation a pu commencer le 23 avril 1966, ainsi que l'ouverture du Musée des Transports de Pithiviers. L'actuelle gare est aujourd'hui aménagée dans l'ancien atelier de peinture des wagons, le musée dans l'ancien atelier de réparation des wagons et les équipements dédiés aux bénévoles dans l'ancien magasin et l'ancienne menuiserie.
Les circulations se firent d'abord sur un tronçon de 3,2 km entre Pithiviers et Ormes (ancien évitement de la ligne du TPT). Il fut par la suite prolongé vers le site de Bellebat où a été reproduit un bâtiment de gare de type Sologne, semblable à ceux des lignes à voie métrique des Tramways du Loiret. Aujourd'hui (en 2024) le parcours est long de 4 km et longe la route départementale D22, ancien tracé de la voie du Tramway de Pithiviers à Toury.

## Les collections
Elles comprennent du matériel roulant à voie de 60 fonctionnel ainsi que statique.
La voie étroite de 60 cm de large est caractéristique de certains réseaux de chemin de fer secondaires français ou implantés dans les anciennes colonies.

### Matériel moteur à voie de 60

#### Matériel vapeur
Quatre des 12 locomotives à vapeur sont en service. Les autres sont en état de présentation au musée ou au dépôt. Une des locomotives a fêté ses 150 ans en 2020, pour l'occasion sera organisée une fête au Musée des Transports de Pithiviers, avec de nombreuses machines en service, certaines venues d'Angleterre ou d'Allemagne, qui se rajouteront à celles de l'AMTP.
| Numéro AMTP | Numéro TPT | Nom             | Machine               | Constructeur       | Année | Puissance | Numéro série | Photo | Statut           | Notes |
| ----------- | ---------- | --------------- | --------------------- | ------------------ | ----- | --------- | ------------ | ----- | ---------------- | --- |
| no 2        | /          | /               | 020T                  | Schneider          | 1870  | /         | 1347         |       | En service.      | Ex Céramiques Decize (Nièvre). Classé MH (1987)                                                                          |
| no 3        | /          | /               | 030T                  | Decauville         | 1928  | 60 ch     | 1834         |       | En exposition.   | Type Progrès. Ex sucrerie de Toury (extrémité du TPT).                                                                   |
| no 4        | /          | /               | 040T                  | Henschel           | 1917  | 100 ch    | 15311        |       | En service.      | Type DFB (Deutsche FeldBahn - chemin de fer de campagne allemand). Classé MH (1987)                                      |
| no 5        | 3-5        | Le Minihic      | 030T                  | Blanc-Misseron     | 1902  | 90 ch     | 282          |       | En exposition.   | Ex Tramway Paramé-Rothéneuf, 15e génie, puis TPT. Classé MH (1992)                                                       |
| no 6        | /          | /               | 020T                  | Decauville         | 1905  | 35 ch     | 431          |       | En exposition.   | Type 3. Classé MH (1997)                                                                                                 |
| no 7        | /          | Jacqueline      | 040T                  | Hartmann           | 1918  | 100 ch    | 4126         |       | En restauration. | Type DFB (Deutsch FeldBahn - chemin de fer de campagne allemand).                                                        |
| no 8        | /          | Colette         | 020T                  | Decauville         | 1919  | 35 ch     | 945          |       | En exposition.   | Type Progrès. Classé MH (1987)                                                                                           |
| no 9        | /          | Les Fontenelles | 130T                  | La Meuse           | 1938  | 150 ch    | 3931         |       | En service.      | Ex-sucrerie de Maizy (Aisne). Classé MH (1987)                                                                           |
| no 10       | /          | La Martroy      | 031T                  | Decauville         | 1902  | 100 ch    | 360          |       | En service.      | Ex-sucrerie Aubineau (Aisne), puis Ternynck à Coucy-le-Château (Aisne). Type 10. · Classé MH (1987)                      |
| no 12       | 4-12       | Pithiviers      | 040T                  | Franco-Belge       | 1945  | 300 ch    | 2843         |       | En restauration. | Type KDL (Kriegs Dampf Lokomotive - locomotive à vapeur de guerre). Ex TPT. Classé MH (1992)                             |
| no 22       | 3-22       | /               | 131T                  | Alco-Cooke         | 1916  | 120 ch    | 57131        |       | En exposition.   | Ex WDLR (War Department Light Railways) puis TPT. Classé MH (1992)                                                       |
| /           | 22-5       | /               | 020+020 T type Mallet | Orenstein & Koppel | 1905  | /         | 1769         |       | En exposition.   | Au TPT dès 1923, puis au CFTM en 1965, arrivée à l'AMTP en avril 2022. Prêt sous convention de la SGVA. Classé MH (1999) |
| /           | /          | /               | 020T                  | Weidknecht         | 1880  | /         | 104          |       | En exposition.   | Ex ballastières de Pastres (27). La locomotive appartient à 1 membre de l'association                                    |

#### Matériel thermique
Les 3 locotracteurs T11, T14 et T15 ainsi que l'automotrice Crochat sont en service, les locotracteurs LKM V10C et Berry sont en cours de restauration.
| Numéro AMTP |              |     | Constructeur | Année        | Puissance | Numéro série |  | Statut           | Notes                                                                 |
| ----------- | ------------ | --- | ------------ | ------------ | --------- | ------------ |  | ---------------- | --------------------------------------------------------------------- |
| T11         | Locotracteur | 030 | Gmeinder     | 1944         | 100ch     | 4223         |  | En service.      | Ex manufacture de Saint-Gobain des sablières de Roberval. Type HF130. |
| T14         | Locotracteur | 020 | Campagne     | 1920         | 25ch      | 604          |  | En service.      | Ex Sablières de Nemours. Type TS.                                     |
| T15         | Locotracteur | 020 | Gmeinder     | Environ 1948 | 65ch      | /            |  | En service.      | Ex Parc des Floralies. Type HF50B (recarossé).                        |
| T17         | Locotracteur | 030 | LKM          | 1975         | 120ch     | 250586       |  | En restauration. | Ex briqueterie de Neukalen, cimenterie de Mollenhagen.                |
| T19         | Locotracteur | 020 | Berry        | /            | 37ch      | 758          |  | En restauration. |                                                                       |
| AT1         | Automotrice  | 020 | Crochat      | 1922         | /         | /            |  | En service.      | Automotrice pétroléo-électrique. Ex TPT. · Classé MH (1996)           |

L'AMTP possède également une draisine à bras du TPT en exposition dans le musée.

### Matériel remorqué à voie de 60

#### Matériel voyageur
- Quatre voitures du tramway de Valenciennes :
  - B 131.
  - B 133.
  - B 145.
  - BD 157 (avec partie fourgon à bagages).
- V6 du TPT de 1942, sauvée par M. Guillemont en 1976 chez un ferrailleur de Pithiviers. Classé MH (1994)[12]
- Trois baladeuses, évocation des baladeuses du Tramway de Royan, sur châssis de couvert Clayton, ex TPT :
  - B 106, ex D6.
  - B 171, ex DK71.
  - B 174, ex DK74.
- Deux baladeuses, évocation des baladeuses semi-ouvertes du réseau du Calvados, sur châssis de couvert Clayton, ex TPT :
  - A 273, ex DK 73.
  - A 275, ex DK 75 (en arrêt pour modifications accès PMR).
- Une petite baladeuse d'inspection Decauville en exposition dans le musée ou pour animations occasionnelles au terminus.
- 2 baladeuses Decauville à bogies pour animations occasionnelles au terminus.
- Un tombereau à bogies Decauville aménagé en voiture voyageur, ex sucrerie de Mainvillers (Loiret), numéroté L120.

#### Matériel marchandise
Wagons plats :
- Un plat Péchot à bogies ex sucrerie de Mainvillers (Loiret).
- Un wagon plat Decauville à deux essieux, ex plat Maizy et parc des Floralies, restauré.

Wagons tombereaux :
- Un wagon tombereau Decauville à essieux, ex tombereau Maizy (numéro 95) et parc des Floralies, restauré.
- 3 châssis de tombereaux Decauville à bogies ex sucrerie de Mainvillers (Loiret), en attente de restauration.

Wagons couverts :
- Un couvert Decauville à deux essieux de 1911, ex TPT - K 30.
- Un fourgon Clayton, ex TPT - K 79
- Un fourgon à deux essieux de 1931, ex TPT - DK 53.
- Wagon bar sur base d'un couvert Clayton, WB 376, ex TPT - DK 76.
- Un wagon à bestiaux fabriqué par Decauville en 1892 pour le TPT, identique à ceux du Chemins de fer du Calvados. Radié en 1951 et fût vendu comme cabane auprès d'un agriculteur, ou il fut amputé de ses deux plateformes. En 2020[13] retrouvé et récupéré par des membres de l'AMTP grâce aux archives de l'association. Ce véhicule a été donné au musée en 2023 avec une paire de bogies diamond. Il est à restaurer Decauville livestock wagon from the CF du Calvados

Wagons spéciaux :

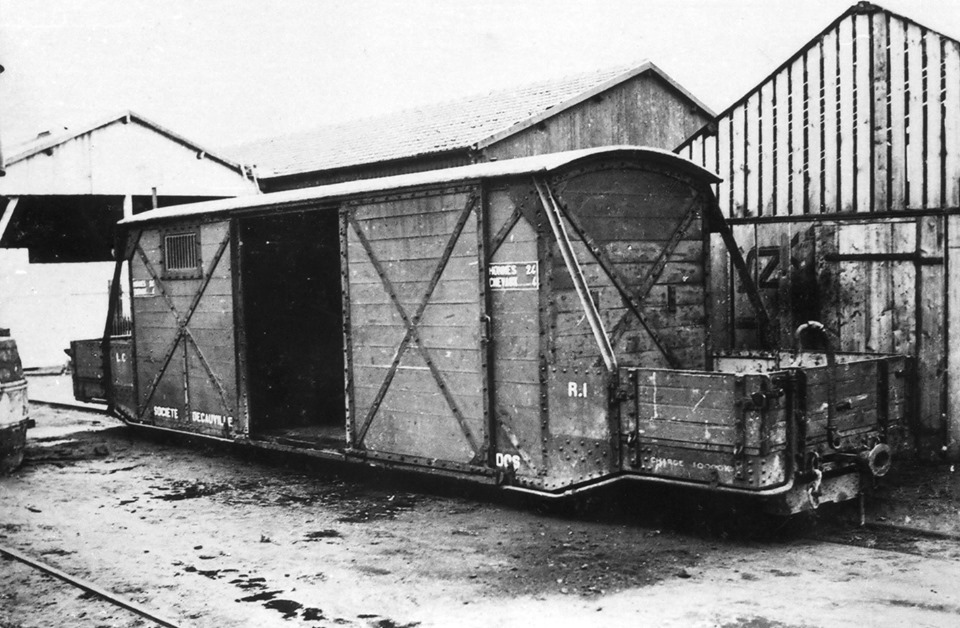
Decauville livestock wagon from the CF du Calvados

- Tender DFB Henschel exposé au musée derrière la DFB no 7, ex sablières de Bourron - no 313.
- Divers bogies et truck Clayton et divers wagonnets.
- Un wagon citerne GD205 Decauville à deux essieux ex tombereau Maizy (numéro 205) et parc des Floralies.
- 7 petites bennes pour animations occasionnelles au terminus de Bellebat.

## Jours d'ouverture et événements spéciaux
Le Musée des Transports de Pithiviers est ouvert d'avril à décembre. Il roule principalement les jeudis, samedis et dimanches de juillet et août, ATTENTION, une grande partie de l'été est assurée en traction diesel, et non vapeur, pour cause de risque d'incendies des champs longeant la voie du musée. La traction vapeur reprend généralement entre la 3e et la 4e semaine d'août, en fonction des moissons. Les trains diesels sont assurés par les locotracteurs T11 ou T15. Sinon le train circule les dimanches de mai et juin en vapeur. Pour plus de précisions, visiter le site du musée.
Le musée organise également plusieurs événements spéciaux, en traction vapeur.
- Il inaugure la saison avec les Trains de Pâques (début avril), les enfants (et les parents) prennent le train jusqu'au terminus où ils sont invités à participer à une grande chasse aux œufs, en présence d'animateurs costumés.
- Il participe aux traditionnelles Journées du Patrimoine (mi-septembre), plusieurs rames historiques sont mises en service et le dépôt de l'association est exceptionnellement ouvert aux visiteurs avec des visites guidées par les bénévoles de l'association.
- Il organise également les Trains d'Halloween (fin octobre), des trains décorés circuleront, il est recommandé de venir déguisé !
- Pour terminer la saison, sont organisés les Trains du Père Noël (mi-décembre), les trains historiques circuleront avec à leur bord le Père Noël qui distribuera des friandises aux enfants.

D'autres journées spéciales sont proposées chaque année !

## Localisation
Le musée est situé à 80 km au sud de Paris, 45 km au nord-est d'Orléans et 45 km au sud-ouest de Fontainebleau.